# Badlapur
Badlapur là một thành phố và là nơi đặt hội đồng đô thị (municipal council) của quận Thane thuộc bang Maharashtra, Ấn Độ.

## Địa lý
Badlapur có vị trí 19°09′B 73°16′Đ / 19,15°B 73,27°Đ Nó có độ cao trung bình là 44 mét (144 foot).

## Nhân khẩu
Theo điều tra dân số năm 2001 của Ấn Độ, Badlapur có dân số 97.917 người. Phái nam chiếm 53% tổng số dân và phái nữ chiếm 47%. Badlapur có tỷ lệ 76% biết đọc biết viết, cao hơn tỷ lệ trung bình toàn quốc là 59,5%: tỷ lệ cho phái nam là 80%, và tỷ lệ cho phái nữ là 72%. Tại Badlapur, 12% dân số nhỏ hơn 6 tuổi.